# Louis Bernacchi
Pour les articles homonymes, voir Bernacchi.
Louis Charles Bernacchi, né à Schaerbeek le 8 novembre 1876 et mort à Londres le 24 avril 1942, est un physicien et astronome belge, notamment connu pour son rôle dans plusieurs expéditions dans l'Antarctique.

## Jeunesse
Né à Bruxelles en Belgique, a été élevé à Hobart où ses parents émigrent. Son père établit un vignoble sur l'île Maria et Louis apprend l'astronomie à l'Observatoire de Melbourne.

## Expéditions polaires

### Expédition Southern Cross
Il a rejoint Carsten Borchgrevink dans l'expédition Southern Cross (1898-1900) et hiverne au cap Adare, en Antarctique, se joignant à l'expédition en Nouvelle-Zélande après que le précédent physicien fut rejeté pour des raisons médicales. Il a écrit un livre sur l'expédition, To the south polar regions: expedition of 1898-1900, publié en 1900. Sa petite-fille Janet Crawford a édité une version de son journal de l'expédition, sous le titre The First Antarctic Winter: The story of the Southern Cross Expedition of 1898-1900.

### Expédition Discovery
Il a de nouveau été physicien sur l'expédition Discovery (1901-1904) menée par Robert Falcon Scott. Bernacchi a été le seul homme de cette expédition qui avait précédemment été en Antarctique. Au cours de ce voyage, il a fait des observations sur le magnétisme. Après le voyage, Bernacchi a reçu la médaille polaire de la Royal Geographical Society et la Légion d'honneur[Quand ?]. Scott a été le témoin au mariage de Bernacchi en 1906 en Angleterre et l'a invité à participer à l'expédition Terra Nova mais Bernacchi refusa en raison d'engagements familiaux.

## Fin de carrière
Après deux courtes expéditions en Afrique et au Pérou, Bernacchi a fait deux tentatives infructueuses pour un mandat à la Chambre des communes en tant que candidat du Parti libéral, à Widnes en 1910. Il a également investi dans des plantations de caoutchouc en Malaisie, Java et Bornéo.
Pendant la Première Guerre mondiale, il a ensuite servi dans la Royal Naval Volunteer Reserve, l'Amirauté et l'United States Navy. En 1919, il a reçu à la fois l'Ordre de l'Empire britannique et la Navy Cross.
Il est resté actif dans les organismes scientifiques, notamment la Royal Geographical Society, siégeant en tant que membre du Conseil entre 1928 et 1932. Bernacchi prévoyait sa propre expédition dans l'Antarctique en 1925, mais n'avait pas pu obtenir les fonds suffisants. En 1930, il a organisé l'expédition polaire britannique[Quoi ?] et a participé à l'organisation de la deuxième Année polaire internationale en 1932.
Bernacchi a écrit un certain nombre de livres sur l'Antarctique dont une biographie de Lawrence Oates appelé A Very Gallant Gentleman publié en 1933 et Saga of the Discovery en 1938. Lors de la Seconde Guerre mondiale, il est retourné à la Royal Naval Volunteer Reserv avant sa mort en 1942.

## Postérité
Deux lieux dans l'Antarctique sont nommés d'après lui : Bernacchi Head sur l'île Franklin et Bernacchi Bay sur la côte de la Terre Victoria.

## Œuvres
- The South Polar Times (reproduction du journal interne de l'expédition Discovery)
- To the south polar regions: expedition of 1898-1900, 1900
  - The First Antarctic Winter: The story of the Southern Cross Expedition of 1898-1900 (par sa petite-fille Janet Crawford), 1998
- A Very Gallant Gentleman, 1933
- Saga of the Discovery, 1938